# 朱序
朱 序（しゅ じょ、生年不詳 - 393年）は、中国の東晋の軍人。字は次倫。本貫は義陽郡。父は西蛮校尉・益州刺史を歴任した朱燾。母は韓氏。子に朱略がいる。淝水の戦いにおいて東晋軍を勝利に導いた立役者である。

## 経歴

### 順調な出世
彼の一族は代々名将を輩出する家柄であった。
若いころから朝廷に仕え、やがて鷹揚将軍・江夏相に累進した。
興寧3年（365年）10月、梁州刺史司馬勲が漢中において反乱を起こし、梁益二州牧・成都王を自称した。11月、司馬勲は剣閣より侵攻して涪城を攻め落とすと、さらに成都に進んで益州刺史周楚を包囲した。大司馬桓温の上表により、朱序は征討都護に任じられ、成都の救援に向かった。
太和元年（366年）5月、朱序は周楚と共に司馬勲を破り、その兵を尽く潰滅させた。司馬勲を始めとして、その子である司馬隴子・長史梁憚・司馬金壱らを捕らえると、纏めて桓温の下へ送った。功績により征虜将軍に任じられ、襄平子に封じられた。
太和4年（369年）4月、桓温が北伐を敢行し、5万の兵を率いて前燕へ侵攻すると、朱序もまたこれに従軍した。6月、朱序は鄧遐と共に別働隊を率いて林渚に進むと、前燕の将軍傅顔を撃破した。
太和5年（370年）頃、兗州刺史に任じられ、任地に趣いた。
寧康2年（374年）、長城県出身の銭弘という人物が100人余りの衆人を集めて原郷山に割拠しており、朱序は朝廷より中軍司馬・呉興郡太守に任じられると、銭弘の討伐を命じられた。郡に到着すると、その勢力を撃破して銭弘の身柄を抑えた。乱が鎮まった後、再び兗州刺史として任地に帰還した。
太元元年（376年）8月、前秦君主苻堅は前涼へ侵攻し、姑臧城を攻め落として君主張天錫を降伏させた。9月、前涼が侵攻を受けたとの報が朝廷に届くと、車騎将軍桓沖の命により、朱序は江州刺史桓石秀・荊州督護桓羆と共に沔・漢を通って救援に向かうよう命じられた。だが、既に前涼が敗北したと聞き、進軍を中止して撤兵した。

### 襄陽の戦い
太元2年（377年）の夏頃、征西大将軍桓豁の上表により、朱序は使持節・監沔中諸軍事・南中郎将・梁州刺史に任じられ、襄陽に駐屯した。
太元3年（378年）2月、前秦君主苻堅は襄陽攻略を目論み、長楽公苻丕・尚書司馬慕容暐・武衛将軍苟萇・荊州刺史楊安らに7万の軍勢を与えて長安より出撃させた。また、征虜将軍石越には騎兵1万を与えて魯陽関より、京兆尹慕容垂・揚武将軍姚萇には5万の兵を与えて南郷より、領軍将軍苟池・右将軍毛当・強弩将軍王顕には精鋭4万を与えて武当より各々出撃させ、苻丕軍と合流させた。
4月、前秦軍は漢陽において合流すると、沔北まで軍を進めた。朱序は前秦軍に船が無いことから、当初はこれを危惧していなかったが、石越軍が漢水を馬で渡河するのを見て驚愕し、すぐさま中城（襄陽城の内郭）の守りを固めた。石越軍は渡河を完了させると、勢いのままに襄陽城の外郭を攻め落として船百艘余りを鹵獲し、その船を使って残りの全軍を渡河させた。苻丕は諸将を統率して中城を攻撃すると共に、苟池・石越・毛当には兵5万を与えて江陵へ向かわせた。
朱序の母である韓氏は自ら城上に登ると、城の西北の一角が脆くなっていることに気づいた。そのため、百人あまりの婢（女性の奴隷）や城中の女子供を動員し、20丈余りの城郭を築き上げた。その後、前秦軍が攻勢に出ると、果たして西北は潰えてしまったが、朱序の兵は新たに築かれた城を守ったので、抗戦を続けることが出来た。襄陽の民はこの城を夫人城と呼んだという。
車騎将軍桓沖は兵7万を擁して朱序の救援に向かおうとしたが、江陵を押さえていた苟池軍に恐れをなして進むことが出来ず、上明に留まっていた。そのため、朱序は孤立無援のまま防戦を強いられることとなったが、前秦軍は急攻せずに兵糧攻めを選択し、朱序もまた巧みに城を守ったので、その包囲は長期に及んだ。
太元4年（379年）1月、冠軍将軍劉波は8千の兵を率いて襄陽救援に向かったが、彼もまた前秦軍を恐れて進軍を止めてしまった。
前秦軍は食料が次第に尽き始め、また襄陽攻略の遅れについて苻堅から叱責を受けたこともあり、包囲を強めて総攻撃を開始した。朱序は自ら出撃して前秦軍と交戦すると、幾度もこれを破った。これにより、前秦軍は軍をやや遠くに後退させた。だが、これを見た襄陽の兵は安心してしまい、備えをやや緩めてしまったという。
2月、襄陽督護李伯護は密かに自らの子を前秦の陣営へ送り、前秦軍が攻勢を掛けるならば内から応じることを約束した。これを受け、苻丕は諸軍に一斉攻撃を命じると、約束通り李伯護はこれに呼応した。内外から攻められた朱序はこれに抗することが出来ず、遂に襄陽は陥落してしまった。朱序は捕らわれの身となって長安へ送られた。苻堅は朱序がよく節を守ったことを称える一方、逆に李伯護が忠を尽くさなかったことを咎めて斬首した。
その後、朱序は脱走を図って宜陽県に潜伏すると、夏揆という人物の家に匿われた。だが、夏揆が疑われて収監されると、朱序は洛陽を鎮守する平原公苻暉のもとに赴いて自首した。苻堅はその帰順を喜んで一切罪には問わず、度支尚書に抜擢した。

### 苻堅に従軍
太元8年（383年）8月、苻堅は東晋征伐を決行すると、陽平公苻融に驃騎将軍張蚝・撫軍将軍苻方・衛軍将軍梁成・平南将軍慕容暐・冠軍将軍慕容垂・前将軍乞伏国仁・龍驤将軍姚萇らを始めとした総勢25万を与えて出撃させた。また、ほかにも涼州・益州・梁州・幽州・冀州を始め、全国各地より軍を出撃させた。苻堅自らもまた総勢87万を超える大軍を率いて長安を出発し、朱序もこれに従軍した。
9月、苻堅の本隊は項城へ到達し、苻融率いる前鋒軍は潁口へ到達した。対する東晋は征討大都督謝石・前鋒都督謝玄・輔国将軍謝琰・西中郎将桓伊らが兵8万を率いてこれを迎え撃った。
10月、苻融らは寿春を陥落させ、慕容垂は鄖城を攻略した。梁成らは兵5万を率いて洛澗に進み、幾度も東晋軍を破った。謝石・謝玄らは洛澗から25里の所まで進軍したが、梁成軍の勢いを憚り、これ以上進めなくなった。
苻堅は大軍を項城に留め、騎兵八千のみを率いて寿春へ向かった。また、東晋軍に降伏を促そうと考え、朱序をその使者に抜擢した。朱序はこれに従って謝石らの陣営へ赴くと、苻堅からの伝言として「強弱の勢いは明らかである。速やかに降るべきである」と告げた。だが、朱序の心は未だ東晋にあったので、彼は私的な場において謝石らへ「もし秦の百万の衆が尽く至ったならば、これに対するのはまことに難しいかと存じます。今、諸軍は未だ集っておりませんから、速やかにこれを撃つべきです。もしその前鋒が敗れれば、士気を奪うことが出来、破ることも可能かと」と勧めた。謝石は既に苻堅が寿春に到達していると知らなかったので、朱序の発言を聞いて甚だ恐れ、戦わずして前秦軍の消耗を待とうと考えたが、謝琰は朱序の進言に従うよう勧めて決戦を請うたので、謝石もこれを認めた。
11月、龍驤将軍劉牢之は洛澗に駐屯していた梁成軍を撃破し、1万5千の兵を討ち取った。これにより、謝石は水陸両方から進軍を開始したが、淝水の南において前秦の驃騎将軍張蚝に敗れた。その後、前秦軍は北に引いて淝水の近くに陣を布いたので、両軍は淝水を挟んでにらみ合いの状態となった。

### 淝水の戦い
謝玄は苻融の下へ使者を派遣して「君は敵陣深く入り込んでおり、水辺近くに陣を布いている。これは持久の計であり、速戦ではないぞ。もし軍を少し引き、将士に陣を移すよう命じたならば、晋兵は渡河することが出来、勝負を決することが出来よう。なんと良いことではないか！」と述べ、東晋軍が渡河を果たすまで攻撃をしないよう前秦へ持ち掛けた。苻融は申し出を受けるべきか苻堅に問うと、苻堅はこの申し出に表向きは応じ、諸将へ「兵を引いて少しだけ退却し、敵が半ばまで渡ったところで我が鉄騎をもって迫り、これを撃破するのだ。これで勝てないわけがなかろう！」と命じた。苻融もまたこの意見に同意し、軍に退却を命じた。
こうして前秦軍は誘いに乗って退却を始めたが、頃合いを見計らって朱序は陣の後方より大声を挙げて「秦兵は敗れた！」と叫び回った。これにより、東晋軍が近づいても後退に歯止めが利かなくなってしまい、謝玄・謝琰・桓伊らは攻撃を受けることなく無事に兵を率いて渡河を果たすと、苻融の陣営へ突撃した。苻融は馬を馳せて戦場を駆け回ったが、軍の退却の波に飲まれて馬が転倒したところを晋兵に殺された。これにより軍は崩壊し、謝玄らは追撃をかけて前秦軍を散々に撃ち破った。前秦は記録的な大敗を喫し、混乱により味方に踏み潰された死体が野を覆い川を塞いだ（淝水の戦い）。朱序はこの混乱に乗じて謝玄の陣営に赴き、降伏した。
東晋軍が建康に凱旋すると、朱序は今回の功績により龍驤将軍・琅邪内史に任じられた。

### 反乱鎮圧
後に都督揚州豫州五郡諸軍事・豫州刺史に任じられ、洛陽に駐屯した。
太元11年（386年）1月、丁零の首長翟遼が東晋に背いて黎陽を占拠すると、朱序は将軍秦膺・童斌を派遣し、淮・泗の諸郡と共にこれを討伐させた。8月、翟遼が譙へ侵攻してくると、朱序はこれを返り討ちにし、翟遼を敗走させた。
太元12年（387年）1月、監青兗二州諸軍事・青兗二州刺史に任じられ、将軍位については以前通りとされた。また、謝玄に代わって彭城を鎮守するよう命じられたが、朱序は淮陰を鎮守することを請うと、認められた。
同月、翟遼が自らの子である翟釗を派遣して陳・穎へ侵攻させると、朱序は将軍秦膺を派遣してこれを撃退した。功績により征虜将軍に任じられた。また上表して、江州の米10万石・布5千匹を運んで軍費に充てたいと要請すると、詔により聞き入れられた。
太元13年（388年）4月、都督司雍梁秦四州諸軍事・雍州刺史に任じられた。朱序は治所である洛陽に赴任すると、山陵の守備に当たった。孝武帝は広威将軍・河南郡太守楊佺期と南陽郡太守趙睦を派遣し、各々兵千人を率いさせて朱序の配下につけた。また朱序は上表して、以前の荊州刺史桓石生の府にある田畑百頃と穀物8万石を求めると、これを支給された。
太元15年（390年）1月、西燕君主慕容永が兵を率いて洛陽へ襲来した。朱序は河陰から北に黄河を渡ると、沁水において西燕の将軍王次多らと交戦となったが、敵軍を撃破してその配下である勿支を討ち取った。また、参軍趙睦・江夏相桓不才に命じて慕容永を追撃させ、太行においてこれを撃破した。慕容永は長子へと敗走した。
この時、楊楷という人物が数千の衆を従えて湖陝に割拠していたが、彼は慕容永の敗戦を聞くや否や自らの子を人質として降伏を請うた。
朱序は慕容永の追撃を続けて白水まで到達し、敵軍と20日に渡って対峙した。だが、翟遼が金墉（洛陽城の一角）へ進出しようとしていると聞き、軍を転進させて石門にいる翟釗を撃破し、さらに参軍趙蕃を懐県に派遣して翟遼を撃ち破った。これにより翟遼は宵闇に乗じて逃走した。その後、朱序は洛陽へ撤退すると、鷹揚将軍朱党に石門を守らせた。また、子の朱略を洛陽城の督護とすると、参軍趙蕃を補佐役として残した上で、自らは襄陽に帰還した。宰相の会稽王司馬道子は朱序に功績と至らぬ点が共にあったことから、褒賞も叱責もしなかったという。
その後、前秦の東羌校尉竇衝が漢川に進出しようとすると、安定の人である皇甫釗・京兆の人である周勲らは反乱を起こして竇衝を迎え入れようと企んだ。梁州刺史周瓊は巴西三郡を失っており、これに抗う兵がいなかったことから、朱序に危急を告げた。朱序はこれに応じ、将軍皇甫貞に兵を与えて救援に向かわせた。その後、竇衝は長安の東に拠ったが、皇甫釗・周勲は散り散りになって逃走した。
以前より、朱序は老いと病を理由に幾度も職を辞することを願い出ていたが、許可を得られなかった。そのため、彼は詔を拒絶して任を離れてしまった。数十日後、廷尉に出頭して罪を請うたが詔により不問とされた。
太元17年（392年）10月、朱序は改めて老病を理由に解職を請うと遂に認められ、太子右衛率郗恢が雍州刺史として朱序に代わって襄陽を守ることとなった。
太元18年（393年）、この世を去った。左将軍・散騎常侍を追贈された。